# Pinedas
Pinedas est une commune de la province de Salamanque dans la communauté autonome de Castille-et-León en Espagne.

## Géographie

### Communes limitrophes
|                      | Molinillo | Cristóbal de la Sierra |
| Miranda del Castañar | Pinedas   | Colmenar de Montemayor |
| Sotoserrano          |           |                        |

## Démographie
Évolution démographique depuis 1900
| 1900 | 1910 | 1920 | 1930 | 1940 | 1950 | 1960 | 1970 | 1981 | 1991 | 2000 | 2014 | 2017 | 2019 |
| ---- | ---- | ---- | ---- | ---- | ---- | ---- | ---- | ---- | ---- | ---- | ---- | ---- | ---- |
| 374  | 366  | 402  | 433  | 493  | 519  | 450  | 393  | 382  | 242  | 188  | 107  | 115  | 107  |